# Barbara Levick
Pour les articles homonymes, voir Levick.
Barbara Levick, née à Londres le 21 juin 1931 et morte le 6 décembre 2023, est une historienne britannique spécialiste de l'Antiquité. Elle est connue notamment pour les biographies qu'elle a consacrées aux empereurs romains. 

## Publications
Si les ouvrages ont été traduits de l'anglais vers le français, ils sont précédés de la mention (fr).
- Tiberius the Politician,  London: Thames and Hudson, 1976 ; réimpression London: Croom Helm, 1988,  (ISBN 0-7099-4132-3)
- (fr) Claude, In Folio, 2002, 316 pages,  (ISBN 2-88474-201-8)[2]
- (fr) Vespasien, In Folio, 2002, 399 pages,  (ISBN 2-88474-200-X)